# Astronotinae
Los astronotinos (Astronotinae) es una subfamilia de peces de la familia Cichlidae que contiene tres géneros provenientes de la región Amazónica y América central.
Géneros:
- Astronotus
- Chaetobranchopsis
- Chaetobranchus